# Plovdiv Cup
La Plovdiv Cup era una cursa ciclista que es disputava a Plòvdiv (Bulgària). La cursa es creà el 2008 i va formar part del calendari de l'UCI Europa Tour. Només va durar una edició.

## Palmarès
| Any  | Vencedor         | Segon          | Tercer                   |
| ---- | ---------------- | -------------- | ------------------------ |
| 2008 | Aleksandar Dukić | Leonard Zeneli | Alexandru Niculae Ciocan |